# Elymnias papua
Elymnias papua är en fjärilsart som beskrevs av Wallace 1869. Elymnias papua ingår i släktet Elymnias och familjen praktfjärilar. Inga underarter finns listade i Catalogue of Life.

## Bildgalleri

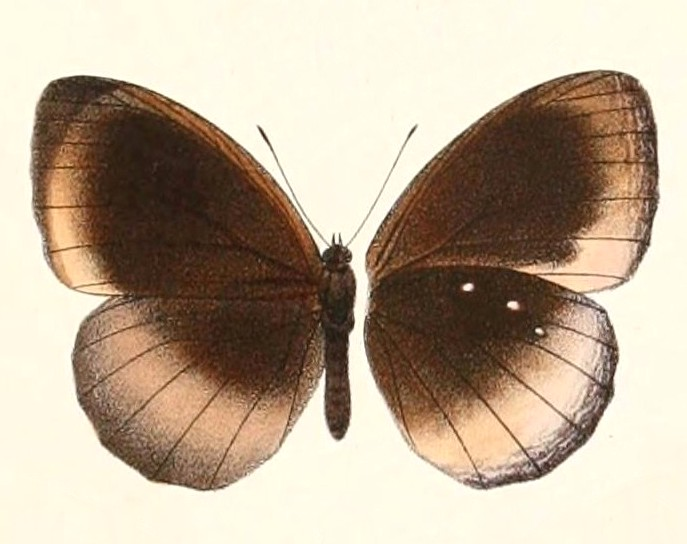
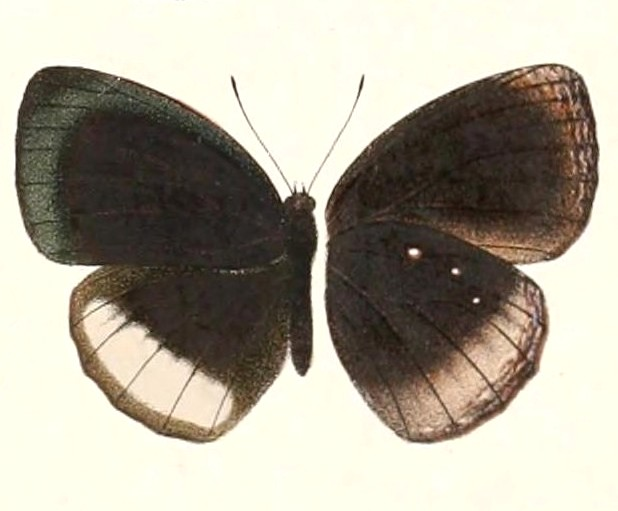